# تبة (أرومية)
تبة هي قرية في مقاطعة أرومية، إيران. عدد سكان هذه القرية هو 23 في سنة 2006.